# Галлезе
Галлезе (итал. Gallese) — коммуна в Италии, располагается в области Лацио, в провинции Витербо.
Население составляет 3011 человек (2008 г.), плотность населения составляет 81 чел./км². Занимает площадь 37 км². Почтовый индекс — 1035. Телефонный код — 0761.
Покровителем населённого пункта считается святой San Famiano.

## Демография
Динамика населения:

## Администрация коммуны
- Официальный сайт: http://www.comune.gallese.vt.it/ Архивная копия от 27 марта 2010 на Wayback Machine

## Известные уроженцы
- Эннио Фантастикини (1955─2018) ─ итальянский актёр кино, театра и телевидения[1].